# Военный комиссариат Башкортостана
Военный комиссариат Башкортостана (Башвоенкомат) — территориальный орган Министерства обороны Российской Федерации в Башкортостане.

## История
В 1917 году в Уфе при Совете рабочих и солдатских депутатов была создана военная секция, его председателем стал А. К. Евлампиев. 12 декабря 1917 года состоялся 1-й съезд боевых организаций народного вооружения Уфимской губернии, на котором было принято решение о сформировании четырёх дружин, в первой дружине создавался военный комиссариат (военный комиссар — А. К. Евлампиев).
18 марта 1919 года Уфимский совет рабочих на своем заседании обсудил вопрос об организации комиссариата по военным делам и утвердил его состав — военным комиссаром остался А. К. Евлампиев. 8 апреля 1918 года был принят декрет СНК РСФСР «О создании военных комиссариатов», на основании которого Уфимский губернский и уездные военные комиссариаты были переформированы по новым штатам, организованы волостные военные комиссариаты. 23 августа 1918 года Уфимский губернский военный комиссариат вошёл в состав Приволжского военного округа и подчинялся окружному комиссариату по военным делам.
Во время Гражданской войны, в начале июля 1918 года Уфимский губернский военный комиссариат был эвакуированы в Николо-Берёзовку. В начале января губвоенкомат возвращается в Уфу. 16 января 1919 года приказом Реввоенсовета №106 было объявлено положение об Уфимском губернском военном комиссариате и утвержден его штат. 9 марта 1919 года Уфимский губвоенкомат был эвакуирован в Ардатово, в это время губернским комиссаром по военным делам являлся С. Ф. Докман. 13 июня 1919 года губвоенкомат был возвращён в Уфу. 6 августа 1919 года Уфимский губернский военный комиссариат был передан в подчинение Приуральскому военному округу.
21 февраля 1919 года в штабе Башкирской армии на 1-м Всебашкирском военном съезде был создан Временный военно-революционный комитет Башкирской Республики, при котором 23 февраля 1919 года был организован военный комиссариат, а военным комиссаром был назначен А. А. Валидов. Готовым аппаратом для комиссариата стал Башкирский военный совет, созданный в июне 1918 года.
5 апреля 1919 года приказом Реввоенсовета РСФСР было утверждено положение о Военном комиссариате Башкирской АССР (Башвоенкомат), это положение являлось Приложением к «Соглашению Центральной Советской власти с Башкирским правительством о советской автономии Башкирии». Согласно положению Военный комиссариат республики в отношении военно-административного управления пользуется правами командующего отдельной армией, военный руководитель башкирского военного комиссариата — правами начальника штаба отдельной армии. Положение давало право на формирование «отдельной башкирской армии по особому расписанию». Военный комиссариат Башкирской АССР в отношении военно-административного управления пользовался правами окружного военного комиссариата и подчинялся только Всероссийскому главному штабу. Согласно постановлению Реввоенсовета РСФСР от 7 апреля 1919 года военным комиссаром был назначен А. А. Валидов, а военным руководителем Генштаба башкирской армии — Шпилько
Все запасные части республики были объединены в Управление запасных войск Башкирской АССР (численность — около 15 тысяч человек). Также при Башвоенкомате были созданы Конский запас башкирской армии и Политико-просветительное управление. При представительстве Башкирской АССР при ВЦИК был создан военный отдел, при котором находился специальный представитель Башвоенкомата (представитель Башкирской армии).
Согласно декрету ЦИК и СНК РСФСР от 19 мая 1920 года «О государственном устройстве Автономной Советской Башкирской Республики», Башвоенкомат был переподчинен Заволжскому окружному военному комиссариату. В 1920 году было упразднено Управление запасных войск Башкирской АССР. В 1921 году были расформированы Башкирская отдельная кавалерийская бригада и Башкирская отдельная стрелковая бригада. Позднее были ликвидированы запасные части Башкирской АССР.
В 1920—1921 годах народным комиссаром по военным делам Башкирской АССР являлся М. Л. Муртазин. В 1922 году произошло слияние Башвоенкомата и Уфимского губвоенкомата. Народный комиссариат Башкирской АССР по военным делам обладал правами краевого военного комиссариата. Военным комиссаром был назначен А. Х. Терегулов.
В 1925 году преобразовано в Управление мобилизационного округа Башкирской АССР. Управление подчинялось командиру 13-го стрелкового корпуса, который находился в городе Свердловске. По итогам призыва 1935 года Башкирской АССР было вручено переходящее Красное Знамя Народного комиссариата Обороны. С 1938 года — Военный комиссариат Башкирской АССР.
23 июня 1941 года, с началом Великой Отечественной войны в Башкирской АССР началась военная мобилизация. В первом периоде Второй мировой войны в рядах Вооружённых Сил уже находилось примерно 125 тысяч жителей республики. В 1941 году из Башкирской АССР было мобилизовано и призвано 222489 человек, а к 1 октября 1942 года из республики военные комиссариаты мобилизовали 410026 человек. С 1939 по 1944 годы из Башкирской АССР обычным порядком было мобилизовано и призвано 700 тысяч человек. Кроме этого в годы Великой Отечественной войны для работы в оборонной промышленности военными комиссариатами было мобилизовано 18438 человек.
В 1941—1945 годах в системе Всевобуча республики было подготовлено 194659 бойцов-специалистов, а Осоавиахим Башкирской АССР подготовил 196397 специалистов для Советской армии. В годы Великой Отечественной войны на территории Башкирской АССР были подготовлены следующие воинские формирования: 170-я, 186-я, 214-я, 361-я (21-я), 87-я (300-я), 219-я стрелковые, 74-я, 76-я, 112-я и 113-я кавалерийские дивизии, 124-я, 134-я стрелковые и 40-я минометная бригады; 17-я запасная, 4-я учебная, 2-я запасная кавалерийская бригады; 120-й, 121-й, 122-й, 123-й, 134-й, 144-й, 476-й минометные, 1292-й истребительно-противотанковый, 587-й гаубичный, 1097-й, 1098-й пушечно-артиллерийский и 15-й кавалерийский полки, 9-й запасный кавалерийский полк и 23-й отдельный полк связи. А также были построены бронепоезда «Полководец Суворов», «Александр Невский», «Салават Юлаев» и «Уфимец».
В 1942—1943 годах военным комиссаром Башкирской АССР был полковой комиссар Грицов, в 1943—1950 годах — полковник И. М. Агапитов, в 1950—1953 годах — полковник И. А. Морозов, в 1953—1959 годах — полковник С. П. Петров, в 1959—1963 годах — полковник П. Л. Рогалёв, в 1963—1969 годах — генерал-майор Т. Т. Кусимов. В 1968 году Башвоенкомат занял 3-е место среди областных и республиканских военных комиссариатов по РСФСР. В 1986, 1993, 1994 годах Башвоенкомат занимал первое место по округу, а в 1996 году был назван в числе лучших в Российской Федерации.

## Современное состояние
Военный комиссариат Башкортостана ныне представляет собой крупное территориальное образование Министерства обороны Российской Федерации и является одним из рабочих органов Генерального штаба Вооружённых Сил и штаба Приволжско-Уральского военного округа.
Военному комиссариату Башкортостана подчинено 67 городских и районных военных комиссариатов республики. Военный комиссариат республики занимается мобилизационной и учётно-призывной работой, осуществляет проверку технического состояния транспорта и других материальных средств; занимается социально-правовой защитой военнослужащих, ветеранов и членов их семей.
Военный комиссариат Республики Башкортостан состоит из следующих отделов:
- мобилизационный отдел;
- отдел призыва;
- отдел кадров и учёта офицеров запаса;
- отдел учёта прапорщиков, старшин, сержантов и рядовых запаса;
- отдел финансового и социального обеспечения;
- военно-врачебная комиссия;
- административно-хозяйственное отделение;
- отделение морально-политической и информационной работы;
- общественная приёмная;
- узел связи;
- иные подразделения и службы.

Ежегодно из Башкортостана в Вооружённые силы Российской Федерации призываются более 14 тысяч человек.

## Руководители
Комиссары Уфимской губернии по военным делам:
- А. К. Евлампиев (1918),
- С. В. Докман (1919),
- Потеряхин (1920—1921),
- Калитов (1921—1922).

Народные комиссары Башкирской АССР по военным делам:
- А. А. Валидов (1919—1920),
- М. Л. Муртазин (1920—1921),
- А. Х. Терегулов (1922—1923).

Военные комиссары Башкирской АССР:
- Грицов (1942—1943),
- И. М. Агапитов (1943—1950),
- И. А. Морозов (1950—1953),
- С. П. Петров (1953—1959),
- П. Л. Рогалёв (1959—1963),
- Т. Т. Кусимов (1963—1969),
- П. А. Шапошников (1969—1975),
- А. А. Бойко (1976—1989),
- В. И. Трофимов (1989—2001),
- Т. М. Азаров (с 2001 года).